# Česká barmanská asociace
Česká barmanská asociace zdržuje profesionální barmany, baristy, teatendery a další specialisty na přípravu alkoholických i nealkoholických nápojů.
Dělí se do pěti sekcí: Czech Mixologist, Mistr Kávy, Czech Flair Team, Czech Teatenders, Czech Beer Specialist.

## Historie
Dne 10. října 1987 se v hotelu Rozkoš u České Skalice sešlo 26 účastníků barmanského kurzu, kteří se rozhodli založit barmanskou profesní organizaci. Ta získala název Šejkr Klub a k její ustavující schůzi došlo 10. 1. 1988. Čítala 47 členů, předsedou se stal Vlastimil Machač, čestným předsedou Bohumil Pavlíček. Členové připravili plán na rok 1988, zásady činnosti, emblém, vlajku i hymnu, to se stala skladba Moje píseň z filmu Světla ramp. Sdružení spadalo pod Československou vědecko-technickou společnost (ČSVTS) východočeského kraje.
Šejkr klub pořádal semináře, kurzy, barmanské soutěže až do sametové revoluce. V roce 1990 se osamostatnil od ČSVTS a pod názvem Asociace československých nápojářů začal fungovat samostatně. V témže roce byl přijat do IBA (International Bartenders Association) na kongresu v Mexiku a přejmenován na Československou barmanskou asociaci. Od roku 1993 v ČR funguje pod jménem CBA – Česká barmanská asociace.

## Sídlo
Od roku 2018 CBA sídlí v centru Abzac na adrese Šimáčkova 704/135 v brněnské Líšni.